# روب باترنوسترو
روب باترنوسترو (بالإنجليزية: Rob Paternostro)‏ مواليد 16 يناير 1973 في واتربوري، هو مدرب كرة سلة أمريكي ولاعب معتزل. بدأ مسيرته الاحترافية في سنة 1999. يدرب لستر رايدرز في دوري كرة السلة البريطاني. يبلغ طوله 5 قدم 11 بوصة (1.8 م). اعتزل اللعب في 2008.